# O’Reilly Media
O’Reilly Media (poprzednio O’Reilly & Associates) – amerykańska kompania mediowa założona przez Tima O’Reilly, wydająca książki i internetowe serwisy oraz organizująca konferencje związane z komputerami.
Początki firmy to głównie działalność konsultingowa, głównie tym pisanie artykułów technicznych. W połowie lat ’80 firma zaczęła publikować książki z dziedziny informatyki (systemy operacyjne, języki programowania, platformy), na które w tym czasie lawinowo rósł popyt. Książki wydawnictwa miały specyficzną formę graficzną (utrzymywaną do tej pory): ich okładka zawsze przedstawiała drzeworyty zwierząt.
Książki wydawnictwa O’Reilly stały się – również w Polsce – rozpoznawalnym znakiem rewolucji komputerowej i internetowej. W 2000 roku tygodnik Publisher’s Weekly umieścił na swojej okładce hasło „Internet został zbudowany książkami O’Reilly”.